# Run for Her Life
Run for Her Life (Alternativtitel: Inhale – Um jeden Atemzug) ist ein US-amerikanisches Filmdrama des Regisseurs Baltasar Kormákur aus dem Jahr 2010.

## Handlung
Anwalt Paul Stanton und seine Frau Diane haben eine Tochter (Chloe), die dringend eine Spenderlunge braucht. Chloe ist bereits auf der Warteliste für eine passende Spenderlunge. Ihr Zustand verschlechtert sich immer mehr, sodass die Zeit sehr knapp wird. Paul erfährt durch Zufall, dass sein Kollege James Harrison vor sieben Jahren auf der Liste für ein Spenderherz stand. Er wurde von der Liste gestrichen. Dies geschieht aber nur, wenn man ein Herz erhält oder stirbt. Harrison hat aber nie offiziell ein Herz erhalten. Paul stellt Nachforschungen an und spricht Harrison schließlich direkt an. Anfangs streitet Harrison alles ab. Paul setzt ihn massiv unter Druck und erhält von Harrison den Namen Dr. Novarro in Mexiko. Weitere Informationen und Kontaktnamen hat Harrison angeblich nicht. 
Paul fliegt nach El Paso, um von dort nach Mexiko zu fahren und Dr. Novarro zu suchen. In Juárez muss er sich mit der Kriminalität und den Gangs, die dort zur Tagesordnung gehören, auseinandersetzen. Über Umwege erfährt er, dass es einen Dr. Novarro überhaupt nicht gibt. Nach einer Odyssee durch die Stadt stößt Paul auf eine inoffizielle Organisation mexikanischer Ärzte, die nach dem Motto des „vermutlichen Einverständnisses“ verfährt: Verstorbene, die einer Organentnahme vor ihrem Tod nicht ausdrücklich widersprochen haben, gelten automatisch als Spender; ihre Organe werden entnommen und verwendet, um Leben zu retten. Da Chloes Lunge in den nächsten Tagen zu kollabieren droht, nehmen die Stantons ein Angebot an, ihr für 50.000 Dollar die nächste verfügbare Lunge einzupflanzen. Diane fährt mit Chloe nach Juárez. Doch als Paul zufällig Zeuge eines Unfalls mit Fahrerflucht wird, bei dem ein elternloser Straßenjunge überfahren wird, und er kurz darauf – während der Junge im Krankenwagen abtransportiert wird – sofort einen Anruf erhält, dass „ein Spender gefunden“ worden sei, sieht er sich mit einer grausamen Wahrheit konfrontiert: Die Organe für die Transplantationen stammen nicht immer von eines natürlichen Todes gestorbenen Spendern, sondern in manchen Fällen auch von unfreiwilligen Opfern. Während er den Krankenwagen verfolgt, telefoniert er mit seiner Frau, die die Lunge um jeden Preis haben will. Schließlich muss Paul entscheiden, ob er das Leben seiner Tochter rettet oder ob der Straßenjunge weiterleben darf, auch gegen den Willen von Diane. Das Ende des Films zeigt die Beerdigung ihrer Tochter Chloe sowie den designierten Spender beim Spielen mit seinen Freunden.

## Kritiken
Die Kritiker der TV Spielfilm schrieben über den Film, „der isländische Regisseur Baltasar Kormákur […] macht das reale Problem des Organtourismus zum Thema dieses ebenso smarten wie dreckigen Spannungsstücks, das westliche Arroganz anprangert und manch überraschende Wendung nimmt.“ Sie fällten das Urteil: „Beklemmend und sehr spannend!“